# Bourg de Jinding
Pour les articles homonymes, voir Jinding.
Le village de Jinding (chinois : 金鼎镇 ; pinyin : jīndǐng zhèn) est un village situé dans le district de Xiangzhou, au Nord de la municipalité de Zhuhai, dans la province du Guangdong, en République populaire de Chine.
Le village accueille, entre autres :
- la gare de Jinding, sur la ligne « Guangzhou-Zhuhai Intercity Mass Rapid Transit ».
- Le Circuit international de Zhuhai (珠海国际赛车场)
- Le Campus de Zhuhai de l'Université normale de Pékin.
- Le parc logiciel sud, où est notamment situé AllWinner Technology.